# Wahlrecht
Das Wahlrecht – die Wahlberechtigung, die Berechtigung, an einer politischen Wahl teilnehmen zu dürfen – ist ein dem Staatsbürger gewährtes Recht, das zu den politischen Grundrechten gehört. Es ist eine der tragenden Säulen der repräsentativen Demokratie und soll sicherstellen, dass die (repräsentativ eingeschränkte) Volkssouveränität gewahrt bleibt. Die wahlberechtigten Bürger werden gemeinhin als Wähler, Wählerschaft, Elektorat oder umgangssprachlich Wahlvolk bezeichnet. Davon zu unterscheiden ist das Stimmrecht.
Da in der Schweiz Abstimmungen wesentlich häufiger sind als Wahlen (mehrmals im Jahr vs. einmal in mehreren Jahren), steht der Begriff des Stimmrechts, das Recht an Volksabstimmungen teilnehmen zu dürfen, im Vordergrund und ist wesentlich geläufiger. Damit ist umgangssprachlich nicht nur das dem Stimm- und Wahlberechtigten gewährte Stimmrecht gemeint, sondern auch das Wahlrecht. Das Recht wird amtlich üblicherweise als Stimm- und Wahlrecht bezeichnet und beinhaltet auch das Initiativrecht. Die stimmberechtigten Bürger – womit die Wahlberechtigten genauso gemeint sind – werden amtlich auch als „das Volk“, häufig auch „das Stimmvolk“, manchmal auch „der Souverän“, bezeichnet und nur selten als „das Wahlvolk“.

## Geschichte des Wahlrechts
Die Geschichte des europäischen Wahlrechts lässt sich bis in die Antike zurückverfolgen (siehe z. B. die attische Demokratie oder römische Republik). Im Mittelalter finden sich die Vorläufer des modernen Wahlrechts vor allem in der Wahl der Repräsentanten zu den Ständeversammlungen. Das Wahlrecht nimmt aber als Bestellungstechnik nur geringe Bedeutung ein. Eine kontinuierliche Anwendung der Wahl als Bestellungstechnik der Repräsentanten findet sich nur in England. Im 15. Jahrhundert wird das aktive Wahlrecht in England rechtlich konkretisiert und zugleich an das Vermögen gebunden. Im 19. Jahrhundert breitete sich das parlamentarische Prinzip immer weiter aus. In der Französischen Revolution ab 1789 und in der Deutschen Revolution 1848 war die Wahlberechtigung aller männlichen Staatsbürger vorgesehen. In Nordamerika finden sich Spuren eines allgemeinen Wahlrechts bereits im 17. Jahrhundert, ohne aber nachhaltige Bedeutung zu erlangen. Mit der amerikanischen Unabhängigkeit und der darauf folgenden föderalen Verfassung wird das allgemeine Männerwahlrecht zu den zentralen Bundesorganen in einigen Bundesstaaten verankert. Die Regelung des Wahlrechts blieb aber lange Zeit den Einzelstaaten vorbehalten, die das Wahlrecht mitunter an Einkommen oder Rasse banden. Die tatsächliche Umsetzung des allgemeinen Wahlrechts erfolgte erst im Voting Rights Act von 1965.
Einen anderen Ursprung als die beratenden Versammlungen in Monarchien hat die Demokratie in der Schweiz. Hier fanden seit dem Mittelalter Versammlungen aller Männer eines Gemeinwesens statt, in denen die Behörden gewählt und über Sachgeschäfte abgestimmt wurde. Solche Landsgemeinden sind seit den ersten Anfängen der Eidgenossenschaft bezeugt, in Uri seit 1231, in Schwyz seit 1294 und in Unterwalden seit 1309. Zugang zur Landsgemeinde hatte jeder wehrfähige Mann ungeachtet seines Standes.
Vor dem 20. Jahrhundert war das Wahlrecht in Monarchien häufig an Bedingungen wie Stand, Besitz, Bildung oder Steuerleistung (Zensuswahlrecht) geknüpft, welche die Wahlberechtigten auf einen kleinen Teil der Gesamtbevölkerung reduzierten. Gerade auch das allgemeine Wahlrecht musste in den meisten Staaten gegen die Obrigkeit erkämpft werden, welche ihre Privilegien verteidigen wollte. Zu den Vorreitern in der Einführung eines allgemeinen Männerwahlrechts zählen unter anderem die USA (seit 1830), Frankreich (1848) und das Deutsche Reich (1871).
Ein umfassendes Wahlrecht setzte sich in Europa vor allem ab 1918 durch. Oft gleichzeitig, in einigen Ländern aber auch erst deutlich später (zum Beispiel Schweiz), kam das Wahlrecht für Frauen hinzu. Das Wahlalter wurde zumeist mit der gesetzlichen Volljährigkeit eines Staatsbürgers gekoppelt, die mit ursprünglich 24 Jahren, dann lange Zeit 21 Jahren und heute vielfach mit 18 vollendeten Lebensjahren definiert ist. In Österreich wurde das Wahlalter zuletzt auf 16 Jahre gesenkt, das Volljährigkeitsalter blieb bei 18 Jahren.
War die Ausübung des Wahlrechts lange Zeit an das persönliche Erscheinen vor der zuständigen Wahlkommission gebunden, so sind heute in vielen Ländern für Reisende bzw. im Ausland lebende Staatsbürger auch diverse Formen von Wahlkarten (zur Stimmabgabe vor einer Wahlkommission außerhalb des Wohnortes des Wählers) und der Briefwahl (Einsendung des ausgefüllten Stimmzettels per Post) in Gebrauch.
Im Zuge der Umsetzung des Übereinkommens über die Rechte von Menschen mit Behinderungen der Vereinten Nationen gerät die im 21. Jahrhundert teils bereits aufgegebene, teils noch angewandte Praxis vieler Staaten in die Kritik, Menschen vom Wahlrecht auszuschließen, die zur Besorgung aller ihrer Angelegenheiten unter gesetzlicher Betreuung stehen (in Deutschland nach § 1896 BGB).

### Deutschland
Die Wahlen zur Frankfurter Nationalversammlung 1848 sind die ersten, die in Deutschland nach dem allgemeinen Wahlrecht für Männer durchgeführt wurden (siehe Bundeswahlgesetz (Frankfurter Nationalversammlung)). Deutschland gehört damit neben der Schweiz und Frankreich zu den ersten Staaten in Europa, die das allgemeine Wahlrecht – wenn auch nur kurzfristig – einführten.
Otto von Bismarck führte 1867 im Norddeutschen Bund das allgemeine Wahlrecht (für Männer) ein, um die Liberalen zu schwächen. Richtigerweise ging er davon aus, dass die breite Bevölkerung auf dem Lande eher konservativ wählen würde. Langfristig jedoch stärkte dieses Massenwahlrecht die oppositionelle Sozialdemokratie. Im 1871 neugegründeten Deutschen Reich gab es von Anfang an ein Männerwahlrecht.
In Preußen, dem wichtigsten Einzelstaat, wurde nach dem Steueraufkommen des Einzelnen unterschiedlich gewichtet (siehe Dreiklassenwahlrecht). Auch andere deutsche Staaten hatten diskriminierende Regeln.
Es ist zu berücksichtigen, dass 1871 34 % der deutschen Gesamtbevölkerung jünger als 15 Jahre alt waren (1933 24 %, Bundesrepublik 1980 18 %; Bundesrepublik 2017 13,5 %). Ein Wahlalter von mindestens 25 Jahren schloss also einen großen Prozentsatz der Bevölkerung aus. So kam es, dass 1871 de facto nur knapp 20 % der Gesamtbevölkerung wählen durften.
Nach Ende des Ersten Weltkrieges wurde die Weimarer Republik am 9. November 1918 ausgerufen. Am 19. Januar 1919 fand die Wahl zur verfassunggebenden Nationalversammlung statt. Dabei gab es erstmals ein Frauenwahlrecht in Deutschland. Zugleich wurde das aktive Wahlalter auf 20 Jahre gesenkt und in allen Einzelstaaten das allgemeine und gleiche Wahlrecht eingeführt. Außerdem wurde Deutschland damals eine parlamentarische Demokratie, da der Reichstag (indirekt) über die Zusammensetzung der Regierung mitbestimmen konnte.
Nach der Errichtung der nationalsozialistischen Einparteien-Diktatur hatten Wahlen keine politische Bedeutung mehr.

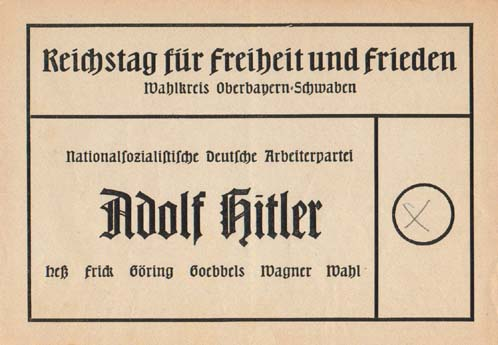
Wahlzettel aus dem „3. Reich“, 1936

Juden verloren durch das Reichsbürgergesetz vom 15. September 1935 das Wahlrecht; bei der Scheinwahl vom 29. März 1936 (auch leere Stimmzettel wurden als Stimmen für die NSDAP gewertet; als Ergebnis wurden 98,8 % für Hitler bzw. die NSDAP verkündet) durften sie nicht teilnehmen.
Die Grundsätze für die Wahl in der Bundesrepublik Deutschland (seit 1949) sind im Grundgesetz aufgelistet, Details der Wahl bestimmt das Bundeswahlgesetz.
Im Jahr 1945 wurde die Altersgrenze für das aktive Wahlrecht von 20 auf 21 angehoben. Dieses wurde 1970 durch eine Änderung von Artikel 38 Absatz II des Grundgesetzes auf 18 Jahre gesenkt. Mit dieser Änderung wurde das passive Wahlalter auf den Zeitpunkt der Volljährigkeit herabgesetzt; das Gesetz zur Änderung des Bundeswahlgesetzes von 1972 übernahm diese Änderungen. 1974 wurde das Volljährigkeitsalter, und damit die Altersgrenze für das passive Wahlrecht, ebenfalls auf 18 Jahre herabgesetzt; dies trat am 1. Januar 1975 in Kraft.
1995 wurde das aktive Wahlalter für Kommunalwahlen in Niedersachsen auf 16 gesenkt. Es folgten Baden-Württemberg, Brandenburg, Bremen, Mecklenburg-Vorpommern, Nordrhein-Westfalen, Sachsen-Anhalt, Schleswig-Holstein und Thüringen. Bremen senkte 2009 das aktive Wahlalter für Wahlen zum Landesparlament auf 16 Jahre. 2011 folgte Brandenburg, 2013 Hamburg und Schleswig-Holstein, 2022 Baden-Württemberg und Mecklenburg-Vorpommern und 2023 Berlin.
Baden-Württemberg hat 2023 das passive Wahlalter für Kommunalwahlen auf 16 Jahre gesenkt. Damit durften bei den baden-württembergischen Kommunalwahlen 2024 erstmals auch Minderjährige antreten.

### Österreich
1848 wurde das Zensuswahlrecht in Österreich eingeführt. Zu einer Reichsratswahlreform kam es 1873 in der österreichischen Reichshälfte der Monarchie (Kurienwahlrecht): Die Mitglieder des Abgeordnetenhauses wurden aufgrund des Zensuswahlrechts in vier Kurien (adlige Großgrundbesitzer, Stadtgemeinde, Handel und Gewerbe, Landgemeinden) gewählt. Wahlberechtigt waren nur etwa 6 % der männlichen Bevölkerung ab 24 Jahren; die erforderliche jährliche Mindeststeuerleistung war örtlich verschieden geregelt und betrug etwa in Wien 10 Gulden. In der Großgrundbesitzerkurie waren auch „eigenberechtigte“ Frauen, d. h. Frauen, die sich selbst vertraten, wahlberechtigt. Die Taaffe’sche Wahlrechtsreform aus dem Jahr 1882 setzte die Steuerleistung zur Wahlteilnahme auf fünf Gulden herab. Mit der Badenischen Wahlreform aus dem Jahr 1896 wurde eine Wählerklasse geschaffen. (Die 5. Kurie war die Klasse männlicher Wähler ab 24 Jahre.) Die Mitglieder der ersten 4 Kurien durften auch in der 5. Kurie wählen, die Anzahl der Mandate pro Wählerstimme war zwischen den Kurien ungleich verteilt. Die Abschaffung des Kurienwahlrechts und die Einführung eines allgemeinen Männerwahlrechts (aktives Wahlrecht: 24 Jahre; passives Wahlrecht: 30 Jahre) wurde 1907 durch die Beck’sche Wahlrechtsreform umgesetzt.
Nach dem Untergang Österreich-Ungarns und dem Gesetz vom 12. November 1918 über die Staats- und Regierungsform in Deutschösterreich erlangten im Jahr 1919 Frauen das Wahlrecht. Für die Wahl der konstituierenden Nationalversammlung Deutschösterreichs vom 16. Februar 1919 wurde ein eigenes Wahlgesetz geschaffen. Einen Übergang zum Verhältniswahlrecht (Proporzwahlrecht), das v. a. von der Sozialdemokratischen Arbeiterpartei (SDAP) gefordert wurde. 1923 wurde das aktive Wahlalter auf 20 Jahre gesenkt, das passive Wahlalter auf 24 Jahre. Bei der Reform der Bundesverfassung im Jahr 1929 kommt es auch zu einer Reform des Wahlgesetzes (Volkswahl des Bundespräsidenten). Das Wahlalter wird für das aktive Wahlrecht um ein Jahr auf 21 erhöht. Gewählt werden kann man erst ab einem Alter von 29 Jahren. Von 1933 bis 1938 handelte es sich bei Österreich um einen Ständestaat; das Parlament wurde aufgelöst und nicht wieder eingesetzt. Nach dem „Anschluss Österreichs“ im Jahr 1938 war Österreich bis 1945 ein Teil des Deutschen Reiches.
Mit der Neugründung (Wiedererrichtung) der Republik Österreich 1945 galt auch wieder das Wahlrecht von 1929. Bei der ersten freien Nationalratswahl nach dem Ende des Zweiten Weltkriegs am 25. November 1945 waren allerdings ehemalige Nationalsozialisten von der Wahl ausgeschlossen (siehe auch Nationalratswahl in Österreich 1945). Das Wahlalter wird im Jahr 1968 auf 19 beim aktiven und auf 25 Jahre beim passiven heruntergesetzt. In den Jahren 1970 und 1992 wurde die Nationalratswahlordnung (NRWO) reformiert.
Das Mindestalter (damals 18 Jahre aktiv, 19 Jahre passiv) muss seit 2003 erst am Wahltag erreicht worden sein (BGBl. I Nr. 90/2003). Vorher musste es bereits am 1. Januar des Jahres, in dem der Stichtag lag, erreicht worden sein. 2007 wurde das aktive Wahlalter von 18 auf 16 Jahre herabgesetzt, das passive Wahlalter von 19 auf 18 Jahre (BGBl. I Nr. 27/2007 und 28/2007). Eine Vereinfachung von Briefwahlen und dem Wählen im Ausland wurde außerdem realisiert. Vor 2007 war nur Auslandsösterreichern Briefwahl möglich. Die Wahlperioden wurden von vier auf fünf Jahre verlängert.

### Schweiz
In der Schweiz gibt es demokratische Traditionen, die vor die Französische Revolution hinabreichen. Im Unterschied zum nachrevolutionären Verständnis von Demokratie als einem Naturrecht aller Menschen betrachteten die Alten Eidgenossen die Demokratie als ein Privileg, das an die männlichen Nachkommen der alteingesessenen Ortsbürger weitervererbt wurde; weite Bevölkerungskreise (Hintersassen, Untertanen) blieben aber ausgeschlossen. Die Geschichtswissenschaft unterscheidet deshalb zwischen moderner und vormoderner Demokratie (Suter 2004). Die vormoderne Demokratie in Schweizer Gemeinden und Kantonen war eine Versammlungsdemokratie. An den Landsgemeinden durften alle wehrfähigen Ortsbürger teilnehmen, Beschränkungen nach Stand oder Vermögen gab es keine. Dort wurde gewählt und abgestimmt und ursprünglich auch gerichtet. Die ersten Landsgemeinden sind im 13. Jahrhundert bezeugt. Acht Kantone hatten eine Landsgemeinde, bis heute existiert sie in den Kantonen Glarus und Appenzell Innerrhoden. Die Alte Eidgenossenschaft war ein Staatenbund und kein Staat.
In der ersten Verfassung der Helvetischen Republik vom 12. April 1798, welche die Grundsätze der Französischen Revolution aufnahm, wurde das allgemeine Wahlrecht für Männer eingeführt. Die Helvetische Republik war ein Einheitsstaat mit repräsentativer Demokratie nach französischen Vorstellungen. Die Untertanen und Hintersassen wurden zu Schweizer Bürgern erklärt. Wahlberechtigt waren alle männlichen Bürger ab vollendetem 20. Lebensjahr, die seit mindestens fünf Jahren in derselben Gemeinde niedergelassen waren. Bereits die zweite Helvetische Verfassung vom 29. Mai 1801 schrieb den Kantonen aber vor, den Vermögenszensus oder die Ausübung eines selbstständigen Berufs und eine Steuerleistung als Voraussetzung für das Wahlrecht einzuführen.
In der folgenden Mediations- und Restaurationszeit wurden der Föderalismus und die alten Machtverhältnisse in den Kantonen wiederhergestellt. Bei der Gründung des Bundesstaates im Jahre 1848 wurde in der Schweiz durch die Bundesverfassung wieder das allgemeine Wahlrecht für Männer eingeführt, allerdings nur unter dem Vorbehalt, dass die Kantone keine Ausschlussgründe (z. B. eine strafrechtliche Verurteilung, ein Konkurs, der Bezug von Armenunterstützung, ein Wirtshausverbot, die Nichtbezahlung von Steuern usw.) vorsahen. Die Ausschlussgründe wurden erst mit dem Bundesgesetz über die politischen Rechte vom 17. Dezember 1976 einheitlich geregelt; ausgeschlossen waren damit nur noch «wegen Geisteskrankheit oder Geistesschwäche» entmündigte Personen. Im Übrigen hatte bis gegen Ende des 19. Jahrhunderts ein beträchtlicher Teil der Bevölkerung kein Wahlrecht, weil die Kantone die Niederlassung und damit die Eintragung in die Stimmregister von Zugezogenen, d. h. von nicht an ihrem Heimatort Wohnenden behinderten. Davon waren vor allem untere soziale Schichten betroffen. Die Bundesverfassung von 1848 gewährte allen «Schweizerbürgern christlicher Konfession» die Niederlassungsfreiheit und damit das Wahlrecht; die Gleichberechtigung nichtchristlicher Schweizer, insbesondere der Juden wurde durch eine 1866 in der Volksabstimmung angenommene Verfassungsänderung erreicht.
Die Ausweitung auf der Bundesebene auf die gesamten erwachsenen Einwohner mit Schweizer Bürgerrecht erfolgte mit der Annahme der Vorlage für das eidgenössische Stimm- und Wahlrecht für Frauen am 7. Februar 1971, nachdem es 1959 abgelehnt worden war. 621.109 (65,7 %) Ja- gegen 323.882 (34,3 %) Nein-Stimmen gingen bei einer Stimmbeteiligung von 57,7 % ein. Die Schweiz ist neben Liechtenstein das einzige Land, in dem die Männer den Frauen das Wahlrecht in einer Volksabstimmung erteilt haben. Auf kantonaler Ebene war die Waadt der erste Kanton, der das Frauenstimmrecht einführte (1959), der Landsgemeindekanton Appenzell Innerrhoden führte es als letzter auf Geheiß des Bundesgerichts ein (1990).

### Großbritannien
Unter Edward I. wurden 1295 erstmals Ritter und Bürger in offenen Wahlen ins Parlament gewählt.
Aber auch im Mutterland des modernen Parlamentarismus war lange Zeit nur dieser kleine Teil der Gesamtheit an Männern wahlberechtigt. So wie die Ursprünge des bundesdeutschen Parlamentssystems vom englischen Modell abstammen, so sind auch die Ursprünge des deutschen Wahlrechts teilweise in England zu finden (siehe Mehrheitswahl). Jedoch wurde in Deutschland recht früh das allgemeine (Männer-)Wahlrecht eingeführt, während in England noch sehr viel länger (bis zum Ersten Weltkrieg) große Teile der Bevölkerung ihrer finanziellen Situation wegen ausgeschlossen wurden. Bis 1918 durften etwa 52 % der Männer wählen.

### Griechenland
Seit dem Ende des Mittelalters hatten die griechischen Völker innerhalb des Osmanischen Reiches mit seiner absolutistischen Struktur gelebt. Durch die Griechische Revolution ab 1821 hat sich ein kleiner Teil der Griechen befreit und in der Ersten Nationalversammlung von Epidauros (A' Eθνοσυνέλευση Επιδαύρου) eine provisorische Verfassung (σύνταγμα) verabschiedet. Inmitten der Kriegswirren gegen die türkischen Besatzer wurde 1827 auf der dritten Nationalversammlung die Verfassung weitgehend demokratisch überarbeitet und Ioannis Graf Kapodistrias zum ersten Gouverneur des jungen Staates ernannt. In Anlehnung an die Ideale der beiden Revolutionen die zur Gründung der USA und der Französischen Republik führten, und mit Blick auf das antike politische Erbe, regelte die für das damalige Europa ungewöhnlich demokratische und liberale Griechische Verfassung die staatliche Gewaltenteilung (in gesetzgebende, rechtsprechende und ausführende), und insbesondere das Wahlrecht der (männlichen) Bürger. Darüber hinaus wurde definiert, wer – auch unter Ausländern – die Bürgerrechte erlangen konnte.
Zwei Jahre später wurde auf Grundlage dieser Verfassung in Hellas die erste demokratische Wahl der Neuzeit zur Nationalversammlung abgehalten, und damit entgegen den Vorstellungen der Signatarmächte England, Frankreich und Russland die Erste Hellenische Republik ausgerufen und Ioannis Kapodistrias in seinem Amt als Gouverneur bestätigt. Es wurde die Judikative aufgebaut, und für die legislative Gewalt wurde (wieder) der Begriff βουλή eingeführt.
Erst durch die Intervention der Signatarmächte 1832 und die Installierung eines (deutschen) Monarchen, wurde die Verfassung außer Kraft gesetzt und der Absolutismus restauriert. Auf Druck des Volkes wurde schließlich 1844 wieder eine Verfassung eingeführt (Konstitutionelle Monarchie). Dagegen wurde das allgemeine Wahlrecht für Männer erst 20 Jahre später wieder eingeführt.

### Niederlande
In den Niederlanden war ungefähr seit 1866 das parlamentarische Prinzip durchgesetzt. Wählen durfte, wer bestimmte „Anzeichen von Wohlstand und Befähigung“ vorweisen konnte. Nach dem Wahlgesetz von 1896 war dies ungefähr die Hälfte der erwachsenen Männer, und durch eine Gesetzesänderung von 1901 und wachsenden Wohlstand waren es bei den Wahlen von 1913 68 %. Man wählte nach Wahlkreisen.
1917 wurde die Verfassung geändert und das allgemeine Männerwahlrecht (algemeen kiesrecht voor mannen) eingeführt, gleichzeitig mit dem Verhältniswahlrecht.
Am 3. Juli 1918 wurde erstmals nach dem neuen Wahlrecht gewählt. Das Frauenwahlrecht folgte durch einfache Gesetzesänderung 1919.

## Aktives und passives Wahlrecht
Man unterscheidet zwischen dem aktiven und passiven Wahlrecht: Menschen mit aktivem Wahlrecht dürfen wählen, Personen mit passivem Wahlrecht dürfen kandidieren und gewählt werden („Wählbarkeit“). Bei öffentlichen Wahlen in heutigen Demokratien besitzt gewöhnlich derselbe Personenkreis beide Rechte gleichzeitig; es kommt jedoch auch vor, dass die Altersgrenze für das aktive Wahlrecht tiefer liegt als diejenige für das passive Wahlrecht.

### Aktives Wahlrecht
Das aktive Wahlrecht ist das Recht eines Wahlberechtigten, bei einer Wahl zu wählen.
Voraussetzungen für das aktive Wahlrecht sind normalerweise:
- Staatsbürgerschaft des jeweiligen Landes. Bei Kommunalwahlen können EU-Ausländer in jedem EU-Staat wählen.
- Wohnsitz in der betreffenden Verwaltungseinheit. Bei Wahlen auf nationaler Ebene können in vielen Ländern auch im Ausland lebende Bürger wählen, manchmal ist das auch bei regionalen Wahlen der Fall, z. B. in Südtirol.
- Mindestalter, meist 18 Jahre. In Österreich und Malta[25] beträgt das Mindestalter 16 Jahre, in Griechenland 17 Jahre.[26] Überall sonst in Europa und in den meisten nichteuropäischen Ländern beträgt es 18 Jahre bei nationalen Parlamentswahlen, mit Ausnahmen wie z. B. Indonesien (17 Jahre) und Brasilien (16 Jahre).[27]
- Das Fehlen von Ausschlussgründen. Übliche Ausschlussgründe sind bestimmte strafrechtliche Verurteilung oder eine Form Betreuung oder Vormundschaft, unter der eine Person steht.

In den meisten Ländern gibt der Wähler seine Stimme normalerweise in dem Wahllokal des Wahlbezirkes ab, in dem er im Wählerverzeichnis geführt wird. In der Schweiz wählen über 90 % der Wähler per Brief. Manche Länder kennen keine Wählerverzeichnisse (z. B. Niederlande und Lettland). Neben der Briefwahl kennen einige Staaten andere Formen der Stimmabgabe, die nicht am Wahltag im Wahllokal ihres Wahlbezirks wählen können oder wollen, wie vorzeitige Stimmabgabe (in Skandinavien verbreitet), Stimmabgabe durch einen Stellvertreter (z. B. in Frankreich) oder Wahl in einem anderen Wahllokal (in Deutschland und Österreich mit Wahlschein bzw. Wahlkarte möglich, bei Bundes- und Landtagswahlen in Deutschland aber nur im selben Wahlkreis).
In modernen Demokratien ist zudem der Grundsatz des allgemeinen Wahlrechts unentbehrlich. Er schreibt fest, dass prinzipiell jeder Staatsbürger wahlberechtigt ist, der klar fixierte Mindestvoraussetzungen (wie z. B. das Wahlalter) erfüllt.
Kinder sind in keinem Staat wahlberechtigt.
Nach Art. 29 der „UN-Konvention über die Rechte von Menschen mit Behinderungen“ muss das Wahlrecht auch die gleichberechtigte Wahlmöglichkeit von Menschen mit Behinderungen sicherstellen.

### Passives Wahlrecht
Das passive Wahlrecht (auch Wählbarkeit genannt) ist das Recht, bei einer Wahl gewählt zu werden.
Üblicherweise ist das passive Wahlrecht strenger geregelt als das aktive Wahlrecht, das heißt, nicht jeder, der wählen darf, darf sich auch wählen lassen: So gilt etwa ein Wahlalter von 18 nicht unbedingt als Kriterium der Wählbarkeit.
Einschränkungen bestehen beispielsweise auch bei Ungeeignetheit für ein Amt oder bei Wiederkandidaturen (Maximaldauer eines Amtes).
Rechtskräftig verurteilten Straftätern kann das passive Wahlrecht aberkannt werden (sogenannte Ausschließungsgründe). Entsprechende Tatbestände können zum Beispiel Hochverrat oder Landesverrat sein.

## Einschränkungen
Historisch und aktuell sind viele unterschiedliche Einschränkungen des Wahlrechts zu nennen, Regeln, die dafür sorgen, dass Einwohner eines Landes nicht wählen oder nicht gewählt werden dürfen. Die Beschränkung des Wahlrechts auf Männer, welche heutzutage häufig der Geschichte angehört, ebenso wie die, nur Staatsbürger wählen zu lassen, sind grundlegend. Ebenso lassen viele Staaten das Auslandswahlrecht nicht zu. Das heißt, dass die im Ausland wohnhaften Staatsangehörigen nicht zu den Wahlen zugelassen werden.
Ein Leitgedanke in Wahlrechtsdiskussionen ist die Vorstellung, dass der Wähler „selbstständig“ sein soll. Üblich ist es, ein Mindestalter einzufordern. In den diesbezüglichen Diskussionen hat man sich oft von der jeweiligen Volljährigkeit leiten lassen, auch wenn die Entwicklung nicht immer parallel gelaufen ist. Als nicht selbstständig gelten ferner Menschen mit bestimmten (geistigen) Behinderungen, zum Beispiel, wenn sie unter Vormundschaft stehen. Historisch wurde auch aktiven Soldaten und ursprünglich sogar Staatsbeamten das Wählen bzw. Gewähltwerden untersagt.
Klassisch-liberale und konservative Denker verstanden unter einem selbstständigen Wähler nicht zuletzt solche, die durch Besitz oder Bildung eine gewisse Unabhängigkeit hatten. Das Wahlrecht war dann gekoppelt an Grundbesitz, einem bestimmten Steueraufkommen, Vermögen oder Bildungsnachweisen. Im 19. Jahrhundert konnten teilweise Universitäten Abgeordnete ernennen.
Manche Staaten gewähren ihren im Ausland lebenden Bürgern das volle aktive Wahlrecht, andere schränken es ein (siehe hierzu: Wahlrecht im Herkunftsland).
Manche Systeme beziehen sich auf das Verhalten eines Menschen, wenn sie ihn vom Wahlrecht ausschließen. Der Ausschluss kann die Folge eines strafwürdigen Verhaltens sein, oder eines im engeren Sinne politisch verwerflichen Verhaltens. Verurteilte Straftäter sind dann für die Dauer der Strafe oder sogar darüber hinaus nicht wählbar bzw. dürfen nicht wählen.

## Regelungen nach Ländern
Staatsangehörige eines Mitgliedstaates der Europäischen Union besitzen gemäß Art. 22 Abs. 1 AEUV und Art. 40 GRCh ein Wahlrecht bei Kommunalwahlen nicht nur in dem Staat, dessen Angehörige sie sind, sondern in jedem beliebigen EU-Mitgliedstaat, in dem sie ihren Wohnsitz haben. Dieses Kommunalwahlrecht für EU-Bürger wurde durch den Vertrag von Maastricht mit der Unionsbürgerschaft eingeführt.

### Deutschland
In der Bundesrepublik Deutschland gelten für die Wahlen zum Deutschen Bundestag gemäß Art. 38 Grundgesetz (GG) die demokratischen Wahlgrundsätze einer allgemeinen, unmittelbaren, freien, gleichen und geheimen Wahl.

#### Öffentliche Wahlen
In Deutschland gibt es folgende öffentliche politische Wahlen:
- die Wahl zum Bundestag (Wahlperiode vier Jahre)
- die Wahl zum Europäischen Parlament (Wahlperiode fünf Jahre)
- die Wahl zum Landesparlament (meist Landtag) des jeweiligen Landes (Wahlperiode in Bremen vier Jahre, sonst fünf Jahre)
- die Wahl zum Stadtrat bzw. Gemeinderat, in kreisangehörigen Gemeinden auch zum Kreistag, bei kreisfreien Städten meist auch zur Bezirksvertretung/zum Bezirksparlament (letzteres auch in den Stadtstaaten), (Wahlperiode meist fünf Jahre, in Bayern sechs Jahre)
- in den meisten Ländern gibt es auch die Wahl des Bürgermeisters/Oberbürgermeisters (sowie bei kreisangehörigen Gemeinden des Landrates), (Wahlperiode je nach Land zwischen fünf und acht Jahren)
- in Bayern gibt es die Bezirkswahlen

Der Bundespräsident wird in Deutschland nicht vom Wahlvolk, sondern von der Bundesversammlung gewählt (Art. 54 Abs. 1 Satz 1 GG).

#### Weitere Wahlen
Weiterhin finden Wahlen zu den Vertreterversammlungen der Sozialversicherungen (Sozialwahlen) statt.
- In Betrieben und Verwaltungen besteht ein Wahlrecht der Beschäftigten zur Wahl des Betriebsrates bzw. Personalrates (ggf. auch zur Jugend- und Auszubildendenvertretung oder Schwerbehindertenvertretung).
- Kirchenmitglieder sind i. d. R. berechtigt, die kirchlichen Gremien zu wählen (Kirchengemeindeleitung, Presbyterium).
- Unternehmen einer Region wählen die Vollversammlung der regionalen Industrie- und Handelskammer und Handwerkskammer.

Diese Wahlen sind keine „politischen“ Wahlen. Es gelten zwar die obigen Wahlrechtsgrundsätze, ansonsten können aber andere Voraussetzungen gegeben sein. Insbesondere ist es bei Wahlen, mit denen nicht Vertreter der Bevölkerung in Gebietskörperschaften gewählt werden, oft zulässig, die Wählerschaft in Statusgruppen einzuteilen. In diesen Fällen spricht man von einem funktionalen Repräsentativsystem (Beispiel: Getrennte Wahl von Schüler-, Eltern- und Lehrervertretern zu Schulkonferenzen) im Gegensatz zu dem bei „politischen“ Wahlen allein zulässigen egalitären Repräsentativsystem.
Bei Kammern gelten besondere Wahlordnungen, denen mit Zuwahl und Zensuswahlrecht (wegen Einteilung von Wahlgruppen mit extrem unterschiedlichen Gewichten und Erfolgschancen der Stimmen) wichtige demokratische Prinzipien fehlen (siehe Wahlgleichheit).

#### Auslandsdeutsche
Das Grundgesetz sieht keine konkreten Regelungen für im Ausland lebende Deutsche vor.
Seit 3. Mai 2013 ist eine Regelung in Kraft (BGBl. I S. 962), nach der Auslandsdeutsche wahlberechtigt sind, wenn sie nach Vollendung des 14. Lebensjahres mindestens drei Monate ununterbrochen in Deutschland gelebt haben und seit dem Wegzug nicht mehr als 25 Jahre vergangen sind. Andere Auslandsdeutsche dürfen nur dann wählen, wenn sie „aus anderen Gründen persönlich und unmittelbar Vertrautheit mit den politischen Verhältnissen in der Bundesrepublik Deutschland erworben haben und von ihnen betroffen sind“.
Bis 1985 hatten Auslandsdeutsche nur dann das aktive Wahlrecht, wenn sie als öffentliche Bedienstete oder Soldaten im Auftrag ihres Dienstherren im Ausland lebten oder zum Hausstand einer solchen Person gehörten. 1985 erhielten zusätzlich die Auslandsdeutschen das Wahlrecht, die seit Inkrafttreten des Grundgesetzes am 23. Mai 1949 mindestens drei Monate ununterbrochen ihre Wohnung oder sonstigen gewöhnliche Aufenthalt in der Bundesrepublik Deutschland hatten und entweder seit weniger als 10 Jahren im Ausland lebten oder in einem Mitgliedsstaat des Europarates lebten. 1998 wurde die Frist von 10 auf 25 Jahre verlängert und 2008 gestrichen. Somit waren seit 2008 alle Auslandsdeutschen aktiv wahlberechtigt, wenn sie seit 23. Mai 1949 mindestens drei Monate lang in Deutschland gelebt haben. Die Regelung wurde im Juli 2012 vom Bundesverfassungsgericht für verfassungswidrig erklärt. Da keine Übergangsregelung getroffen wurde, bestand keine Rechtsgrundlage für ein Wahlrecht von Auslandsdeutschen, weswegen diese von Juli 2012 bis Mai 2013 nicht wahlberechtigt waren.
In anderen EU-Staaten ansässige Deutsche dürfen in Deutschland an Europawahlen teilnehmen, sofern sie nicht dort ihr Wahlrecht ausüben.

#### Bürger anderer EU-Staaten
Bei Europa- und Kommunalwahlen sind auch Bürger anderer EU-Mitgliedstaaten, die in Deutschland wohnen, wahlberechtigt. Allerdings dürfen EU-Bürger bei Europawahlen nur eine Stimme abgeben, selbst wenn sie zwei Wahlbenachrichtigungen (von Deutschland und von ihrem Heimatstaat) erhalten. Sie dürfen gemäß § 6 Abs. 4 Europawahlgesetz dann das Wahlrecht nur bei einer von beiden Möglichkeiten ausüben. Ein Verstoß ist nach § 107a StGB strafbar.
Entsprechendes gilt aufgrund von Artikel 9 der Direktwahlakte in anderen Mitgliedsstaaten.

#### Sonstige Ausländer
Ausländer, welche nicht über die Unionsbürgerschaft verfügen, haben in Deutschland kein Wahlrecht – weder auf Bundes-, Landes- noch auf kommunaler Ebene. Ein solches generelles Ausländerwahlrecht ist nach dem Bundesverfassungsgericht und der ihm folgenden überwiegenden Meinung im Schrifttum schon von Verfassungs wegen ausgeschlossen.

#### Wahlalter
In Deutschland genießen grundsätzlich alle Bürger ab 18 Jahren das aktive Wahlrecht auf Bundesebene (Art. 38 Abs. 2 Satz 1 GG). Maßgeblich ist das Alter am Wahltag. Auf Landesebene liegt das Alter für die Wählbarkeit ebenfalls bei 18 Jahren. Zuletzt hat Hessen 2018 das Wählbarkeitsalter von 21 auf 18 Jahre gesenkt. Derzeit wird von der Wahlrechtskommission des Deutschen Bundestages die Absenkung des Mindestalters für das aktive Wahlrecht auf 16 Jahren geprüft.
Das Wahlalter bei Europawahlen wurde 2023 auf 16 Jahre gesenkt.
Für folgende Ämter sind in der Bundesrepublik Deutschland jedoch besondere Mindest- bzw. Höchstalter vorgesehen:
- Bundespräsident: Mindestens 40 Jahre[44]
- Richter des Bundesverfassungsgerichts: Zwischen 40 und 68 Jahre[45]
- Landrat: Unterschiedliche Regelungen in den Ländern. In Schleswig-Holstein beispielsweise mindestens 27 Jahre am Wahltag. In Bayern höchstens 65 Jahre bei Beginn der Amtszeit.
- Bürgermeister: Unterschiedliche Regelungen in den Ländern. In Baden-Württemberg beispielsweise am Wahltag zwischen 25 und 68 Jahre[46]
- Zum Bundeskanzler kann man ab 18 Jahren gewählt werden.
- Zum bayerischen Ministerpräsidenten kann man ab 40 Jahren gewählt werden.[47]

Auf Landesebene dürfen jedoch teilweise auch bereits 16-Jährige wählen. Bei der Europawahl und Kommunalwahlen zudem auch EU-Ausländer. Es gelten folgende Grenzen:
| Gebiet                       | Wahl                                      | Aktiv | Jahr der ersten Wahl ab 16 | Passiv | Anmerkungen |
| ---------------------------- | ----------------------------------------- | ----- | -------------------------- | ------ | --- |
| Deutschland                  | Bundestagswahl                            | 18    | -                          | 18     | Bis 1970 lag in Westdeutschland das aktive Wahlalter bei 21 und das passive Wahlalter bei 25 Jahren. Bei der Bundestagswahl 1972 konnten erstmals 18-Jährige wählen. Bei dieser Wahl lag das passive Wahlalter bei 21 Jahren, da bis 1974 erst mit diesem Alter die Volljährigkeit erreicht wurde. |
| Deutschland                  | Europawahl                                | 16    | 2024                       | 18     | Erste bundesweite Wahl mit Wahlalter 16. |
| Land Baden-Württemberg       | Landtagswahl                              | 16    | 2026                       | 18     | |
| Land Baden-Württemberg       | Kommunalwahlen                            | 16    | 2014                       | 16     | Das passive Wahlalter von 16 Jahren wird erstmals bei den Kommunalwahlen 2024 angewandt. |
| Freistaat Bayern             | Landtagswahl Bezirkstagswahl Kommunalwahl | 18    | -                          | 18     | |
| Land Berlin                  | Abgeordnetenhauswahl                      | 16    | 2026                       | 18     | |
| Land Berlin                  | Bezirksverordnetenversammlungswahl        | 16    | 2005                       | 18     | |
| Land Brandenburg             | Landtagswahl Kommunalwahl                 | 16    | 2014                       | 18     | |
| Freie Hansestadt Bremen      | Bürgerschaftswahl Kommunalwahl            | 16    | 2011                       | 18     | Erste Wahl zu einem Landesparlament mit abgesenktem Wahlalter. |
| Freie und Hansestadt Hamburg | Bürgerschaftswahl                         | 16    | 2015                       | 18     | |
| Freie und Hansestadt Hamburg | Bezirksversammlungswahl                   | 16    | 2015                       | 18     | |
| Land Hessen                  | Landtagswahl                              | 18    | -                          | 18     | Seit 2018, zuvor Wählbarkeitsalter bei 21 Jahren |
| Land Hessen                  | Kommunalwahl                              | 18    | -                          | 18     | |
| Land Mecklenburg-Vorpommern  | Landtagswahl                              | 16    | 2026                       | 18     | |
| Land Mecklenburg-Vorpommern  | Kommunalwahl                              | 16    | 1999                       | 18     | |
| Land Niedersachsen           | Landtagswahl                              | 18    | -                          | 18     | |
| Land Niedersachsen           | Kommunalwahl                              | 16    | 1996                       | 18     | |
| Land Nordrhein-Westfalen     | Landtagswahl                              | 18    | -                          | 18     | |
| Land Nordrhein-Westfalen     | Kommunalwahl                              | 16    | 1999                       | 18     | |
| Land Rheinland-Pfalz         | Landtagswahl Kommunalwahl                 | 18    | -                          | 18     | |
| Saarland                     | Landtagswahl Kommunalwahl                 | 18    | -                          | 18     | |
| Freistaat Sachsen            | Landtagswahl Kommunalwahl                 | 18    | -                          | 18     | |
| Land Sachsen-Anhalt          | Landtagswahl                              | 18    | -                          | 18     | |
| Land Sachsen-Anhalt          | Kommunalwahl                              | 16    | 1999                       | 18     | |
| Land Schleswig-Holstein      | Landtagswahl                              | 16    | 2017                       | 18     | Die Absenkung des aktiven Wahlalters auf 16 wurde im April 2013 beschlossen. |
| Land Schleswig-Holstein      | Kommunalwahl                              | 16    | 1998                       | 18     | |
| Freistaat Thüringen          | Landtagswahl                              | 18    | -                          | 18     | |
| Freistaat Thüringen          | Kommunalwahl                              | 16    | 2019                       | 18     | |

SPD, Bündnis 90/Die Grünen, FDP und Die Linke sprechen sich überwiegend für eine Senkung des aktiven Wahlalters auf 16 Jahre aus.

#### Einschränkungen und Wahlrechtsausschluss
Wahlberechtigt ist jeder Deutsche, der das 18. Lebensjahr vollendet hat sowie im Besitz der bürgerlichen Ehrenrechte ist, welche nur bei schweren Straftaten als Teil eines Gerichtsurteils entzogen werden können. Der Ausschluss durch Richterspruch kann auf Lebenszeit nur durch das Bundesverfassungsgericht im Rahmen der Verwirkung von Grundrechten nach Art. 18 Satz 2 GG i. V. m. § 39 Abs. 2 des Gesetzes über das Bundesverfassungsgericht (BVerfGG) angeordnet werden. Dies ist in der bundesdeutschen Geschichte bisher noch nie erfolgt.
Analphabeten und Personen, die den Stimmzettel wegen einer körperlichen Behinderung nicht selbst ausfüllen, falten und in die Wahlurne werfen können, dürfen sich hierfür der Hilfe einer anderen Person bedienen (§ 33 Abs. 2 Bundeswahlgesetz und § 57 Bundeswahlordnung, dort Hilfsperson genannt). In diesem Fall bleibt das Wahlverhalten zwangsläufig nicht geheim. Die Hilfsperson kann auch die bei der Briefwahl erforderliche Versicherung an Eides statt abgeben. Hilfspersonen unterliegen der Schweigepflicht. Sehbehinderte können auch eine Stimmzettelschablone zur Ausfüllung des Stimmzettels einsetzen.
Kein aktives (und passives) Wahlrecht haben in Deutschland Personen, die
1. infolge Richterspruchs das Wahlrecht nicht besitzen;
  - wer durch ein inländisches Gericht wegen eines Verbrechens zu einer Freiheitsstrafe von mindestens einem Jahr verurteilt wurde, verliert automatisch das passive Wahlrecht für fünf Jahre (§ 45 StGB)
  - bei bestimmten anderen „politischen“ Straftaten (zum Beispiel Hoch- oder Landesverrat, Wahlfälschung und Wählernötigung) kann außerdem das aktive und passive Wahlrecht für zwei bis fünf Jahre entzogen werden.
2. in allen Angelegenheiten unter gesetzlicher Betreuung stehen (§ 1896 BGB), soweit für die Betreuung zur Besorgung aller ihrer Angelegenheiten ein Betreuer nicht nur durch einstweilige Anordnung bestellt ist; dies gilt auch, wenn der Aufgabenkreis des Betreuers die in § 1896 Abs. 4 und § 1905 BGB bezeichneten Angelegenheiten (Postkontrolle sowie Sterilisation) nicht erfasst.[62]
3. sich in strafrechtlicher freiheitsentziehender Unterbringung in einem psychiatrischen Krankenhaus (§ 63 in Verbindung mit § 20 Strafgesetzbuch) befinden.

Gegen die Praxis, Menschen mit Behinderung vom Wahlrecht auszuschließen, spricht sich eine Resolution des Europarats vom 22. Februar 2017 aus. Im Juni 2016 haben die Länder Nordrhein-Westfalen und Schleswig-Holstein den Wahlrechtsausschluss wegen „Betreuung in allen Angelegenheiten“ aus ihren Landes- und Kommunalwahlgesetzen herausgenommen, im Juli 2018 zog auch das Land Brandenburg nach. In Thüringen soll das Verbot 2019 gekippt werden,[veraltet] in Berlin 2021.[veraltet] Das Bundesverfassungsgericht erklärte mit Beschluss vom 21. Februar 2019 den Ausschluss vom Wahlrecht für Menschen mit Betreuung in allen Angelegenheiten sowie wegen Schuldunfähigkeit untergebrachter Straftäter für verfassungswidrig.
Im Kommunalwahlrecht der Länder Rheinland-Pfalz, Sachsen und dem Saarland gilt weiterhin ein gesetzlicher Wahlrechtsausschluss für Wohnungslose und Obdachlose. Die Bundesarbeitsgemeinschaft Wohnungslosenhilfe kritisiert diese Regelung als unzulässige Diskriminierung gegen Wohnungslose.

### Österreich

#### Wahlrecht
In Österreich gibt es auf Grund des allgemeinen, gleichen, freien, unmittelbaren, geheimen und persönlichen Wahlrechts für Staatsbürger die Möglichkeit, an folgenden Wahlen teilzunehmen, wenn sie spätestens am Wahltag das 16. Lebensjahr vollendet haben (Art. 26 Abs. 1 B-VG, zuletzt geändert durch BGBl. I Nr. 27/2007):
- zum Landtag, dem Parlament des Wohnsitz-Bundeslandes,
- zum Nationalrat, dem gesamtstaatlichen Parlament,
- zum Bundespräsidenten (§ 4 BPräsWG),
- zum Gemeinderat nach analogen Bestimmungen zum Art. 26 Abs. 1 B-VG (Art. 95 Abs. 2 B-VG); hierbei obliegt die genaue Regelung den Landesgesetzen (siehe dazu Art. 117 Abs. 2 B-VG), wobei die Ausführungen nicht enger gezogen werden dürfen als bei der Landtagswahl (sog. „wahlrechtliches Homogenitätsgebot“); hier sind auch in der Gemeinde wohnende Bürger anderer EU-Mitgliedstaaten wahlberechtigt;
- in Wien weiters an der Wahl der Bezirksvertretungen der 23 Bezirke; hier sind auch in Wien wohnende Bürger anderer EU-Mitgliedstaaten wahlberechtigt, nicht aber bei der Wiener Gemeinderatswahl, weil diese hier gleichzeitig Landtagswahl ist;
- zum Europäischen Parlament für Personen, die am Stichtag die spätestens mit Ablauf des Tages der Wahl das 16. Lebensjahr vollendet haben und gewisse Voraussetzungen erfüllen (§ 10 EuWO in Verbindung mit § 2 EuWEG)
- zum Bürgermeister analog dem jeweiligen Gemeindewahlrecht in den Bundesländern, in denen der Bürgermeister direkt und nicht durch den Gemeinderat gewählt wird. Das sind derzeit Vorarlberg, Burgenland, Tirol, Oberösterreich und Salzburg.

Ein prinzipielles passives Wahlrecht besteht mit der Grundvoraussetzung des Besitzes des aktiven Wahlrechts:
- zum Gemeinderat ab dem vollendeten 18. Lebensjahr. Bürger anderer EU-Staaten, die sich mehr als 5 Jahre in Österreich aufhalten, haben (ausgenommen Wien) das passive Wahlrecht auf kommunaler Ebene; in Wien auf Bezirksebene
- zur Bezirksvertretung (nur in Wien)
- zum Landtag ab dem vollendeten 18. Lebensjahr,
- zum Bundesrat – vom Landtag entsendet, daher ebenso ab dem vollendeten 18. Lebensjahr (Art. 35 Abs. 1 B-VG)
- zum Nationalrat ab dem vollendeten 18. Lebensjahr (Art. 26 Abs. 4 B-VG und § 41 NRWO)
- zum Bundespräsidenten, sofern man das Wahlrecht zum Nationalrat besitzt und spätestens mit dem Ablauf des Tages der Wahl das 35. Lebensjahr vollendet hat (Art. 60 Abs. 3 B-VG)
- zum Europäischen Parlament ab dem vollendeten 18. Lebensjahr (Art. 23a Abs. 4 B-VG)[15]

#### Ausschluss vom Wahlrecht
Nur eine gerichtliche Verurteilung darf zum Ausschluss vom Wahlrecht oder von der Wählbarkeit führen (Art. 26 Abs. 5 B-VG). § 22 der Nationalratswahlordnung (NRWO) konkretisierte insoweit den Verlust bürgerlicher Ehrenrechte: „Vom Wahlrecht ist ausgeschlossen, wer durch ein inländisches Gericht wegen einer oder mehrerer mit Vorsatz begangener strafbarer Handlungen zu einer mehr als einjährigen Freiheitsstrafe rechtskräftig verurteilt worden ist. Dieser Ausschluss endet nach sechs Monaten.“
2007 wurde die Bestimmung des § 22 NRWO vom Verfassungsgerichtshof geprüft und für verfassungskonform befunden. Nach Ansicht des VfGH ist § 22 NRWO auch mit der Rechtsprechung des EGMR zu Art 3 des 1. Zusatzprotokolls zur EMRK (Fall Hirst) vereinbar: Anders als die im Fall Hirst vom EGMR geprüfte Bestimmung des britischen Rechts sehe § 22 NRWO keinen generellen Entzug des Wahlrechts für alle verurteilten Häftlinge – unabhängig von der Dauer der verhängten Freiheitsstrafe und unabhängig von der Art oder Schwere der von ihnen begangenen Straftaten oder ihrer persönlichen Umstände – vor. Verurteilungen zu Geldstrafen, Verurteilungen zu Freiheitsstrafen von weniger als einem Jahr sowie Verurteilungen zu bedingten Haftstrafen zögen gerade nicht den Ausschluss des Wahlrechts nach sich. Darüber hinaus räume § 44 Abs. 2 StGB dem Richter die Möglichkeit ein, auch den Ausschluss vom Wahlrecht bedingt nachzusehen; insofern werde in der österreichischen Rechtsordnung also auch die Berücksichtigung der persönlichen Umstände gesetzlich ermöglicht.
Der EGMR hingegen sah 2010 mit der Bestimmung in § 22 NRWO den Art. 3 des 1. Zusatzprotokolls zur EMRK im Fall Frodl verletzt. Infolge der Entscheidung des EGMR wurde § 22 NRWO im Jahr 2011 dahingehend abgeändert, dass der Kreis der zum Ausschluss vom Wahlrecht führenden Strafen eingeschränkt wurde. So können nur mehr Verurteilungen aufgrund bestimmter Straftatbestände (bspw. Angriffe gegen den Staat und seine obersten Organe, Strafbare Handlungen bei Wahlen, Strafbare Handlungen gemäß dem Verbotsgesetz) bereits bei einer Verurteilung zu einer nicht bedingt nachgesehenen Freiheitsstrafe von mindestens einem Jahr zum Ausschluss vom Wahlrecht führen, Verurteilungen aufgrund sonstiger Straftatbestände können erst bei einer Verurteilung zu einer nicht bedingt nachgesehenen Freiheitsstrafe von mehr als 5 Jahren zum Ausschluss vom Wahlrecht führen. Darüber hinaus muss das Gericht beim Ausspruch des Ausschlusses vom Wahlrecht stets die Umstände des Einzelfalls berücksichtigen. Eine qualifizierte Verurteilung führt daher nicht mehr automatisch zu einem Ausschluss vom Wahlrecht. Der Ausschluss vom Wahlrecht endet nunmehr erst, sobald die Strafe vollstreckt ist.
§ 22 Abs. 1 NRWO lautet nun:

„Wer durch ein inländisches Gericht wegen einer

1. nach dem 14., 15., 16., 17., 18., 24. oder 25. Abschnitt des Besonderen Teils des Strafgesetzbuches – StGB strafbaren Handlung;

2. strafbaren Handlung gemäß §§ 278a bis 278e StGB;

3. strafbaren Handlung gemäß dem Verbotsgesetz 1947 [Personen, die in der Zeit des Nationalsozialismus bestimmte Tätigkeiten ausgeübt haben (§ 17 i. V. m. § 18 lit. k Verbotsgesetz)];

4. in Zusammenhang mit einer Wahl, einer Volksabstimmung, einer Volksbefragung oder einem Volksbegehren begangenen strafbaren Handlung nach dem 22. Abschnitt des Besonderen Teils des StGB

zu einer nicht bedingt nachgesehenen Freiheitsstrafe von mindestens einem Jahr oder wegen einer sonstigen mit Vorsatz begangenen strafbaren Handlung zu einer nicht bedingt nachgesehenen Freiheitsstrafe von mehr als fünf Jahren rechtskräftig verurteilt wird, kann vom Gericht (§ 446a StPO) unter Zugrundelegung der Umstände des Einzelfalls vom Wahlrecht ausgeschlossen werden.“

Geisteskranke und geistig Behinderte (Menschen mit Sachwalter) sind seit der Aufhebung des § 24 NRWO 1971 durch den VfGH nicht mehr ausgeschlossen.

#### Wahlpflicht
In Österreich gibt es keine Wahlpflicht bei Nationalrats-, Bundespräsidenten- und Europawahlen. Von 1949 bis zum 30. April 1992 bestand aufgrund der Fassung von Art. 26 Abs. 1 Bundes-Verfassungsgesetzes (B-VG) für die Nationalratswahl aufgrund von Landesgesetzen in den Bundesländern Steiermark, Tirol und Vorarlberg Wahlpflicht. Ab der Nationalratswahl 1986 galt die Wahlpflicht auch in Kärnten.
1992 wurde durch eine Novelle des B-VG die Möglichkeit des Landesgesetzgebers, eine Wahlpflicht anzuordnen, aufgehoben. Somit hat es erstmals bei der Nationalratswahl 1994 keine Wahlpflicht mehr gegeben.
Bei Bundespräsidentenwahlen bestand eine generelle Wahlpflicht bis zum Jahr 1982 in allen Bundesländern. Diese Wahlpflicht wurde durch zwei Änderungen am B-VG sowie im Bundespräsidentenwahl-Gesetz mit Wirkung vom 1. Oktober 1982 aufgehoben. Allerdings erlaubte der Art. 60 Abs. 1 B-VG in Verbindung mit § 23 Abs. 1 BundespräsidentenwahlG 1971 den Bundesländern, Wahlpflicht durch Landesgesetz anzuordnen. Somit galt die Wahlpflicht in Kärnten und der Steiermark 1986 und 1992, in Vorarlberg noch bis 1998 und in Tirol bis 2004. Die erste Bundespräsidentenwahl ohne Wahlpflicht im gesamten Bundesgebiet fand also 2010 statt.

#### Wahlalter
Das Wahlalter war in Österreich bis 2007 zumeist an die Volljährigkeit gebunden. Wie das Alter für diese wurde auch das Wahlalter im Lauf der Jahrzehnte mehrmals gesenkt. Nunmehr besitzen das aktive Wahlrecht zum Nationalrat alle österreichischen Männer und Frauen, die am Wahltag das 16. Lebensjahr vollendet haben und die nicht vom Wahlrecht ausgeschlossen sind (die Volljährigkeit blieb bei 18 Jahren). Dies wird im am 1. Juli 2007 in Kraft getretenen WahlrechtsänderungsG 2007 bestimmt. Österreich hat dieses Wahlalter (auch für die Wahlen zum EU-Parlament) als erstes Land der Europäischen Union eingeführt. (Ferner wurde durch dieses Gesetz die Legislaturperiode des Nationalrates von vier auf fünf Jahre verlängert und die Briefwahl vereinfacht.)

### Schweiz

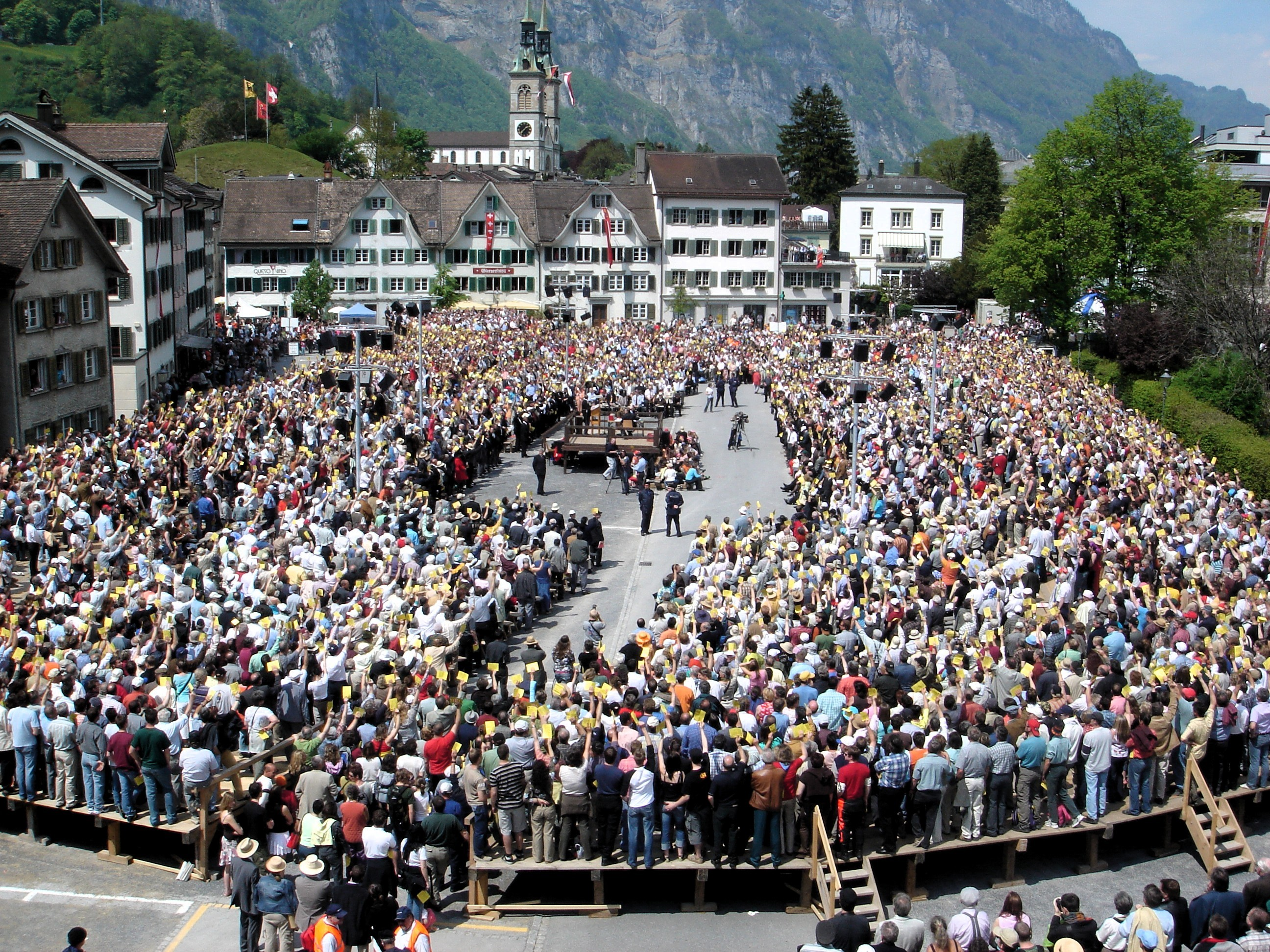
Die Landsgemeinde des Schweizer Kantons Glarus bei Abstimmungen

In der direkten Demokratie der Schweiz gehen das Stimm- und das Initiativrecht mit dem Wahlrecht Hand in Hand. Schweizer Stimmbürger haben mehr politische Macht als Bürger in rein repräsentativen Demokratien.
Bei den nationalen Abstimmungen und Wahlen ist jede Person mit Schweizer Bürgerrecht, die das 18. Lebensjahr vollendet hat, aktiv und passiv stimm- und wahlberechtigt, sofern sie nicht wegen Krankheit oder Geistesschwäche entmündigt ist. Das Frauenstimmrecht wurde 1971 eingeführt. Im Jahr 1991 wurde das Alter von 20 auf 18 gesenkt.
Für kantonale Abstimmungen und Wahlen gilt in den meisten Kantonen eine entsprechende Regelung. In fast allen Kantonen gilt das Stimmrecht ab 18 Jahren. Im Kanton Glarus hat im Jahr 2007 die Landsgemeinde das aktive Wahlrecht ab 16 Jahren eingeführt. Das passive Wahlrecht bleibt weiterhin bei 18 Jahren. Auch in manchen Gemeinden gibt es ein abweichendes Mindestalter für das Stimm- und Wahlrecht. Weil die Wahlen in den Ständerat, eine der beiden Kammern des nationalen Parlaments (Bundesversammlung), durch das kantonale Recht geregelt werden, gilt für die beiden Vertreter des Kanton Glarus im Ständerat eine Einschränkung des passiven Wahlrechts: Sie können nicht wieder gewählt werden, wenn sie das 65. Lebensjahr vollendet haben (Art. 78 Verfassung des Kantons Glarus).
Ausländer, die seit einer gewissen Zeit in der Schweiz niedergelassen sind, besitzen das Wahlrecht auf kantonaler Ebene in den Kantonen Freiburg, Waadt, Neuenburg und Jura, auf kommunaler Ebene in allen politischen Gemeinden der Kantone Freiburg, Genf, Waadt, Neuenburg und Jura. In den Kantonen Basel-Stadt, Appenzell Ausserrhoden und Graubünden stellt es der kantonale Gesetzgeber den Gemeinden frei, niedergelassenen Ausländern das Stimm- und Wahlrecht zu erteilen. Sowohl das Ausländerstimmrecht wie das Stimmrecht für Minderjährige werden von einigen politischen Parteien als problematisch betrachtet, da damit keine Wahrnehmung der staatsbürgerlichen Pflichten verbunden sei.

### Vereinigte Staaten von Amerika
Grundsätzliche Regelungen zum Wahlrecht in den Vereinigten Staaten wurden nach dem Sezessionskrieg mit dem 14., 15., 19., 23., 24. und 26. Zusatzartikel zur Verfassung der Vereinigten Staaten (Amendment) getroffen. So wird nach dem 26. Amendment allen US-amerikanischen Bürgern das Wahlrecht gewährt, die 18 Jahre oder älter sind.
Das 14. Amendment, das 1866, ein Jahr nach dem Ende des Sezessionskriegs in Kraft trat, richtete sich in Abschnitt 3 gegen die Wiederbetätigung von Politikern der besiegten Südstaaten. Es entzog jedem das passive Wahlrecht, der einmal einen Eid auf die US-Verfassung geschworen, sich dann aber an einer Rebellion gegen die Vereinigten Staaten beteiligt hatte.
Durch das im Jahr 1870 ratifizierte 15. Amendment darf keinem US-Bürger das Wahlrecht aufgrund von Rasse, Hautfarbe oder früheren Sklavendaseins verweigert oder eingeschränkt werden. Doch erst mit dem 1965 erlassenem Voting Rights Act wurden diskriminierende Beschränkungen (besonders gegenüber Afroamerikanern) verboten.
Mit dem im Jahr 1920 ratifizierten 19. Amendment darf keinem US-Bürger das Wahlrecht aufgrund des Geschlechts verweigert oder eingeschränkt werden. Zuvor war es Frauen mit US-amerikanischer Staatsbürgerschaft in den meisten US-Bundesstaaten nicht erlaubt zu wählen. (Siehe Frauenwahlrecht in den Vereinigten Staaten mit Puerto Rico sowie Geschichte des Frauenwahlrechts in den USA)
Dennoch gibt es in den USA auch im 21. Jahrhundert noch Wahlrechtsbeschränkungen: In 48 Staaten der USA führt eine Haft- und oft auch schon eine Bewährungsstrafe (Stand 2019) zum Verlust des Wahlrechtes. In zwölf fast durchgängig republikanisch geprägten Staaten verlieren verurteilte Straftäter ihr Wahlrecht auf Lebenszeit. Die USA haben die größte Gefängnispopulation weltweit. Ein Großteil von ihnen sind Schwarze beziehungsweise Afroamerikaner. Schwarze Wähler stimmen bis zu achtzig Prozent für die Demokratische Partei. Nachdem nach einer Volksbefragung in Florida frühere Strafgefangene – mit Ausnahme von Mördern und Sexualstraftätern – ihr Wahlrecht im Jahr 2018 zurückerhielten, entschieden die dort regierenden Republikaner, dass die früheren Strafgefangenen nur ihr Wahlrecht ausüben dürfen, wenn sie ihre Schulden, die im Zusammenhang mit der verbüßten Strafe stehen, abbezahlt haben. Knapp 1,5 Millionen Menschen, etwa fünf Prozent der Bevölkerung von Florida, hatten eigentlich ihr Wahlrecht nach dem Volksentscheid zurückerhalten, doch hielt die Schulden-Regelung der Republikaner auch nach eingereichten Klagen vor dem Florida Supreme Court stand.

### Europäische Union
Gemäß Art. 20 AEUV besitzt jeder Unionsbürger in seinem Wohnsitzland, wenn es nicht das Land seiner Staatsbürgerschaft ist, das passive und aktive Wahlrecht bei Kommunalwahlen und Europawahlen. Damit können sich EU-Bürger aus anderen Staaten sowohl in Deutschland wie in Österreich in ein Kommunalparlament oder Kommunalamt wählen lassen.